# Ludwig Gattermann
Ludwig Gattermann, né le 20 avril 1860 à Goslar et mort le 20 juin 1920, est un chimiste allemand.

## Biographie
Gattermann étudie la chimie à Leipzig, Heidelberg et Berlin. Il obtient son doctorat à l'université de Göttingen et suit Victor Meyer en tant qu'assistant à Heidelberg. En 1900, il est promu professeur à l'université de Fribourg-en-Brisgau.
Il étudie aussi bien la chimie des hydrocarbures aromatiques que la chimie des liaisons instables inorganiques comme celles des trichloroamines. 
Les synthèses de Gattermann et de Gattermann-Koch portent son nom. Il est également connu pour son manuel de chimie préparative de nombreuses fois réédité.